# Liste der Sieger bei PDC-Turnieren 2025
Die Liste der Sieger bei PDC-Turnieren 2025 listet zuerst alle Sieger bei den Major-Turnieren der Professional Darts Corporation auf. Im Weiteren werden die weiteren Turniersieger aufgelistet und Statistiken aufgezeigt.
←2024 2026→

## Turniersieger

### Major-Turniere
| Turnier                     | Sieger                   | Finalist                     | Ergebnis | Format |
| --------------------------- | ------------------------ | ---------------------------- | -------- | ------ |
| Weltmeisterschaft           | Luke Littler             | Michael van Gerwen           | 7:3      | Sätze  |
| World Masters               | Luke Humphries           | Jonny Clayton                | 6:5      | Sätze  |
| UK Open                     | Luke Littler             | James Wade                   | 11:2     | Legs   |
| Premier League              | Luke Humphries           | Luke Littler                 | 11:8     | Legs   |
| World Cup                   | Josh Rock & Daryl Gurney | Jonny Clayton & Gerwyn Price | 10:9     | Legs   |
| World Matchplay             | Luke Littler             | James Wade                   | 18:13    | Legs   |
| World Series Finals         |                          |                              | 11:      | Legs   |
| World Grand Prix            |                          |                              | 6:       | Sätze  |
| European Championship       |                          |                              | 11:      | Legs   |
| Grand Slam                  |                          |                              | 16:      | Legs   |
| Players Championship Finals |                          |                              | 11:      | Legs   |

### World Series
Alle Ergebnisse werden im Legmodus ausgespielt.
| Turnier             | Sieger          | Finalist        | Ergebnis |
| ------------------- | --------------- | --------------- | -------- |
| Bahrain Masters     | Stephen Bunting | Gerwyn Price    | 8:4      |
| Dutch Masters       | Rob Cross       | Stephen Bunting | 8:5      |
| Nordic Masters      | Stephen Bunting | Rob Cross       | 8:4      |
| US Masters          | Luke Humphries  | Nathan Aspinall | 8:6      |
| Poland Masters      | Gerwyn Price    | Stephen Bunting | 8:7      |
| Australian Masters  | Luke Littler    | Mike De Decker  | 8:4      |
| New Zealand Masters | Luke Littler    | Luke Humphries  | 8:4      |

### European Tour
Alle Ergebnisse werden im Legmodus ausgespielt.
| Turnier             | Sieger             | Finalist        | Ergebnis |
| ------------------- | ------------------ | --------------- | -------- |
| Belgian Open        | Luke Littler       | Mike De Decker  | 8:5      |
| European Trophy     | Nathan Aspinall    | Ryan Joyce      | 8:4      |
| International Open  | Stephen Bunting    | Nathan Aspinall | 8:5      |
| German Grand Prix   | Michael van Gerwen | Gian van Veen   | 8:5      |
| Austrian Open       | Martin Schindler   | Ross Smith      | 8:4      |
| European Grand Prix | Gary Anderson      | Andrew Gilding  | 8:0      |
| Dutch Championship  | Jonny Clayton      | Niko Springer   | 8:6      |
| European Open       | Nathan Aspinall    | Damon Heta      | 8:6      |
| Baltic Sea Open     | Gerwyn Price       | Gary Anderson   | 8:3      |
| Flanders Trophy     |                    |                 | 8:       |
| Czech Open          |                    |                 | 8:       |
| Hungarian Trophy    |                    |                 | 8:       |
| Swiss Trophy        |                    |                 | 8:       |
| German Championship |                    |                 | 8:       |

### Players Championships
Alle Ergebnisse werden im Legmodus ausgespielt.
| Turnier                 | Sieger             | Finalist             | Ergebnis |
| ----------------------- | ------------------ | -------------------- | -------- |
| Players Championship 1  | Rob Cross          | Joe Cullen           | 8:3      |
| Players Championship 2  | Gerwyn Price       | Chris Dobey          | 8:7      |
| Players Championship 3  | Chris Dobey        | Jelle Klaasen        | 8:4      |
| Players Championship 4  | Ryan Searle        | Cameron Menzies      | 8:3      |
| Players Championship 5  | Joe Cullen         | Gian van Veen        | 8:7      |
| Players Championship 6  | Gian van Veen      | Luke Humphries       | 8:3      |
| Players Championship 7  | Gary Anderson      | Adam Lipscombe       | 8:3      |
| Players Championship 8  | Martin Schindler   | Jeffrey de Graaf     | 8:1      |
| Players Championship 9  | Gerwyn Price       | Ian White            | 8:4      |
| Players Championship 10 | Josh Rock          | Cameron Menzies      | 8:4      |
| Players Championship 11 | Cameron Menzies    | Peter Wright         | 8:3      |
| Players Championship 12 | Gerwyn Price       | Josh Rock            | 8:7      |
| Players Championship 13 | Damon Heta         | Nathan Aspinall      | 8:6      |
| Players Championship 14 | Jonny Clayton      | Dominik Grüllich     | 8:2      |
| Players Championship 15 | Krzysztof Ratajski | Dave Chisnall        | 8:4      |
| Players Championship 16 | Ross Smith         | Brendan Dolan        | 8:0      |
| Players Championship 17 | Chris Dobey        | Dirk van Duijvenbode | 8:7      |
| Players Championship 18 | Stephen Bunting    | Jermaine Wattimena   | 8:5      |
| Players Championship 19 | James Wade         | Scott Williams       | 8:3      |
| Players Championship 20 | Damon Heta         | Stephen Bunting      | 8:7      |
| Players Championship 21 | Bradley Brooks     | Gerwyn Price         | 8:5      |
| Players Championship 22 | Sebastian Białecki | Niels Zonneveld      | 8:6      |
| Players Championship 23 | Jermaine Wattimena | Lukas Wenig          | 8:5      |
| Players Championship 24 |                    |                      | 8:       |
| Players Championship 25 |                    |                      | 8:       |
| Players Championship 26 |                    |                      | 8:       |
| Players Championship 27 |                    |                      | 8:       |
| Players Championship 28 |                    |                      | 8:       |
| Players Championship 29 |                    |                      | 8:       |
| Players Championship 30 |                    |                      | 8:       |
| Players Championship 31 |                    |                      | 8:       |
| Players Championship 32 |                    |                      | 8:       |
| Players Championship 33 |                    |                      | 8:       |
| Players Championship 34 |                    |                      | 8:       |

### Challenge Tour
An der Challenge Tour dürfen alle Spieler teilnehmen, die an der PDC Qualifying School teilgenommen haben, aber keine Tour Card gewinnen konnten.
Alle Ergebnisse werden im Legmodus ausgespielt.
| Turnier           | Sieger              | Finalist             | Ergebnis |
| ----------------- | ------------------- | -------------------- | -------- |
| Challenge Tour 1  | Beau Greaves        | Stefan Bellmont      | 5:4      |
| Challenge Tour 2  | Carl Sneyd          | Tommy Lishman        | 5:1      |
| Challenge Tour 3  | Beau Greaves        | John Henderson       | 5:0      |
| Challenge Tour 4  | Darius Labanauskas  | Mervyn King          | 5:3      |
| Challenge Tour 5  | Stefan Bellmont     | Danny Jansen         | 5:1      |
| Challenge Tour 6  | Dragutin Horvat     | Ted Evetts           | 5:4      |
| Challenge Tour 7  | Darius Labanauskas  | Keegan Brown         | 5:2      |
| Challenge Tour 8  | Darius Labanauskas  | Scott Waites         | 5:4      |
| Challenge Tour 9  | Ted Evetts          | Michael Unterbuchner | 5:1      |
| Challenge Tour 10 | Scott Campbell      | Dan Hands            | 5:3      |
| Challenge Tour 11 | Mervyn King         | Henry Coates         | 5:0      |
| Challenge Tour 12 | Jamai van den Herik | Graham Hall          | 5:2      |
| Challenge Tour 13 | Danny van Trijp     | Graham Hall          | 5:2      |
| Challenge Tour 14 | Stefan Bellmont     | Keegan Brown         | 5:3      |
| Challenge Tour 15 | Jack Tweddell       | Mervyn King          | 5:1      |
| Challenge Tour 16 | Joe Hunt            | Derek Maclean        | 5:4      |
| Challenge Tour 17 | Lee Cocks           | Jack Tweddell        | 5:3      |
| Challenge Tour 18 | David Davies        | Alexander Merkx      | 5:3      |
| Challenge Tour 19 | Jamai van den Herik | Jenson Walker        | 5:4      |
| Challenge Tour 20 |                     |                      | 5:       |
| Challenge Tour 21 |                     |                      | 5:       |
| Challenge Tour 22 |                     |                      | 5:       |
| Challenge Tour 23 |                     |                      | 5:       |
| Challenge Tour 24 |                     |                      | 5:       |

### Development Tour
Auf der Development Tour dürfen Spieler zwischen 16 und 23 Jahren teilnehmen.
Alle Ergebnisse werden im Legmodus ausgespielt.
| Turnier             | Sieger               | Finalist              | Ergebnis |
| ------------------- | -------------------- | --------------------- | -------- |
| Development Tour 1  | Sebastian Białecki   | Owen Bates            | 5:2      |
| Development Tour 2  | Beau Greaves         | Levy Frauenfelder     | 5:3      |
| Development Tour 3  | Owen Bates           | Charlie Manby         | 5:2      |
| Development Tour 4  | Beau Greaves         | James Beeton          | 5:2      |
| Development Tour 5  | Bradly Roes          | Oliver Pearce-Burgess | 5:2      |
| Development Tour 6  | Beau Greaves         | Henry Coates          | 5:3      |
| Development Tour 7  | Ryan Branley         | Dominik Grüllich      | 5:4      |
| Development Tour 8  | Patrik Williams      | Nathan Potter         | 5:2      |
| Development Tour 9  | Owen Bates           | Leon Weber            | 5:2      |
| Development Tour 10 | Dominik Grüllich     | Leon Weber            | 5:0      |
| Development Tour 11 | Cam Crabtree         | Adam Gawlas           | 5:2      |
| Development Tour 12 | Jannis Barkhausen    | Owen Bates            | 5:2      |
| Development Tour 13 | Cam Crabtree         | Patrik Williams       | 5:1      |
| Development Tour 14 | Jurjen van der Velde | Henry Coates          | 5:4      |
| Development Tour 15 | Cam Crabtree         | Jenson Walker         | 5:0      |
| Development Tour 16 |                      |                       | 5:       |
| Development Tour 17 |                      |                       | 5:       |
| Development Tour 18 |                      |                       | 5:       |
| Development Tour 19 |                      |                       | 5:       |
| Development Tour 20 |                      |                       | 5:       |
| Development Tour 21 |                      |                       | 5:       |
| Development Tour 22 |                      |                       | 5:       |
| Development Tour 23 |                      |                       | 5:       |
| Development Tour 24 |                      |                       | 5:       |

### Qualifikationen zur Weltmeisterschaft
Für die PDC World Darts Championship 2026 werden diverse Qualifikationsturniere ausgetragen. Am 17. Juni 2025 wurden die Qualifikationskriterien bekanntgegeben.
Kursiv geschriebene Spielerinnen und Spieler ohne Anmerkung wären zum aktuellen Zeitpunkt qualifiziert (Stand: 3. August 2025).
| Turnier                                          | Sieger/in            | Zweitplatzierte/r  | Drittplatzierte/r | Viertplatzierter | Fünftplatzierter |
| ------------------------------------------------ | -------------------- | ------------------ | ----------------- | ---------------- | ---------------- |
| Jugendweltmeisterschaft                          |                      |                    |                   |                  |                  |
| Development Tour                                 | Beau Greaves         | Cameron Crabtree 1 | Owen Bates 1      |                  |                  |
| Challenge Tour                                   | Darius Labanauskas 1 | Stefan Bellmont    | Ted Evetts        |                  |                  |
| Women’s World Matchplay                          | Lisa Ashton          |                    |                   |                  |                  |
| Women’s Series                                   | Beau Greaves 1       | Fallon Sherrock    | Lisa Ashton 1     |                  |                  |
| PDJ Steel Darts Japan Tour                       | Japan                |                    |                   |                  |                  |
| China Championship                               | China Volksrepublik  |                    |                   |                  |                  |
| Indischer Qualifier                              | Indien               |                    |                   |                  |                  |
| Asian Championship                               |                      |                    |                   |                  |                  |
| Asian Tour                                       | Alexis Toylo         | Lourence Ilagan    | Motomu Sakai      | Paul Lim         | Ryūsei Azemoto   |
| Niederländisch-belgischer Qualifier              |                      |                    |                   |                  |                  |
| Mittelmeerraum-Qualifier                         |                      |                    |                   |                  |                  |
| Südosteuropäischer Qualifier                     |                      |                    |                   |                  |                  |
| Tschechischer Qualifier                          | Tschechien           |                    |                   |                  |                  |
| Polnischer Qualifier                             | Polen                |                    |                   |                  |                  |
| PDC Europe Super League                          |                      |                    |                   |                  |                  |
| Hungarian Super League                           | Ungarn               |                    |                   |                  |                  |
| Britisch-irischer Qualifier                      |                      |                    |                   |                  |                  |
| CDC Continental Cup                              |                      |                    |                   |                  |                  |
| CDC Cross-Border Challenge                       | Leonard Gates        |                    |                   |                  |                  |
| Bester US-Amerikaner (CDC Tour)                  | Adam Sevada          |                    |                   |                  |                  |
| Bester Kanadier (CDC Tour)                       | David Cameron        |                    |                   |                  |                  |
| Bester nicht qualifizierter Spieler (CDC Tour) 2 | Stowe Buntz          |                    |                   |                  |                  |
| Karibisch-lateinamerikanischer Qualifier         |                      |                    |                   |                  |                  |
| Nordic & Baltic Championship                     |                      |                    |                   |                  |                  |
| Nordic & Baltic Tour                             | Andreas Harrysson    | Teemu Harju        |                   |                  |                  |
| ANZ Premier League                               |                      |                    |                   |                  |                  |
| ADA Tour                                         | Raymond Smith        |                    |                   |                  |                  |
| DPA Pro Tour                                     | Joe Comito           |                    |                   |                  |                  |
| DPNZ Pro Tour                                    | Jonny Tata           |                    |                   |                  |                  |
| Afrikanischer Qualifier                          |                      |                    |                   |                  |                  |
| Tour Card Holder Qualifier                       |                      |                    |                   |                  |                  |

## Statistiken

### Sieger und Finalisten nach Nationalität
Die Qualifikationsturniere zur Weltmeisterschaft sind hier nicht eingerechnet. Die Anzahl der Finale stehen in Klammern.
| Turnierart           | AUS   | BEL   | CZE   | GER   | ENG     | IRL | LTU   | NED   | NIR   | POL   | SCO   | SWE   | SUI   | WAL   |
| -------------------- | ----- | ----- | ----- | ----- | ------- | --- | ----- | ----- | ----- | ----- | ----- | ----- | ----- | ----- |
| Majorturnier         | 0     | 0     | 0     | 0     | 4 (6)   | 0   | 0     | 0 (1) | 1 (1) | 0     | 0     | 0     | 0     | 0 (2) |
| World Series         | 0     | 0 (1) | 0     | 0     | 6 (10)  | 0   | 0     | 0     | 0     | 0     | 0     | 0     | 0     | 1 (2) |
| European Tour        | 0 (1) | 0 (1) | 0     | 1 (2) | 4 (7)   | 0   | 0     | 1 (2) | 0     | 0     | 1 (2) | 0     | 0     | 2 (2) |
| Players Championship | 2 (2) | 0     | 0     | 1 (3) | 9 (18)  | 0   | 0     | 2 (7) | 1 (3) | 2 (2) | 2 (5) | 0 (1) | 0     | 4 (5) |
| Challenge Tour       | 0     | 0     | 0     | 1 (2) | 8 (21)  | 0   | 3 (3) | 3 (5) | 0     | 0     | 1 (3) | 0     | 2 (3) | 1 (1) |
| Development Tour     | 0     | 0     | 0 (1) | 2 (4) | 10 (20) | 0   | 0     | 2 (3) | 0     | 1 (1) | 0     | 0     | 0     | 0     |

### Errungenschaften

#### Persönliche Errungenschaften
- Erster Weltmeistertitel: Luke Littler
- Triple Crown vollendet: Luke Humphries, Luke Littler
- Erster Major-Titel: Josh Rock
- Erstes Major-Finale: Josh Rock
- Erster World-Series-Titel: Stephen Bunting
- Erstes World Series-Finale: Mike De Decker
- Erster European-Tour-Titel: Nathan Aspinall, Stephen Bunting
- Erstes European-Tour-Finale: Mike De Decker, Ryan Joyce, Niko Springer
- Erster Players-Championship-Titel: Gian van Veen, Martin Schindler, Bradley Brooks, Sebastian Białecki, Jermaine Wattimena
- Erstes Players-Championship-Finale: Adam Lipscombe, Dominik Grüllich, Bradley Brooks, Sebastian Białecki, Niels Zonneveld, Lukas Wenig

#### Nationale Errungenschaften
- Erster Challenge-Tour-Sieger:  Litauen
- Erster Challenge-Tour-Finalist:  Litauen

### Majorturniere
| Spieler            | Siege | Finalniederlagen |
| ------------------ | ----- | ---------------- |
| Luke Littler       | 3     | 1                |
| Luke Humphries     | 2     | 0                |
| Daryl Gurney       | 1     | 0                |
| Josh Rock          | 1     | 0                |
| Jonny Clayton      | 0     | 2                |
| James Wade         | 0     | 2                |
| Michael van Gerwen | 0     | 1                |
| Gerwyn Price       | 0     | 1                |

### World Series
| Spieler         | Siege | Finalniederlagen |
| --------------- | ----- | ---------------- |
| Stephen Bunting | 2     | 2                |
| Luke Littler    | 2     | 0                |
| Rob Cross       | 1     | 1                |
| Luke Humphries  | 1     | 1                |
| Gerwyn Price    | 1     | 1                |
| Nathan Aspinall | 0     | 1                |
| Mike De Decker  | 0     | 1                |

### European Tour
| Spieler            | Siege | Finalniederlagen |
| ------------------ | ----- | ---------------- |
| Nathan Aspinall    | 2     | 1                |
| Gary Anderson      | 1     | 1                |
| Stephen Bunting    | 1     | 0                |
| Jonny Clayton      | 1     | 0                |
| Michael van Gerwen | 1     | 0                |
| Luke Littler       | 1     | 0                |
| Gerwyn Price       | 1     | 0                |
| Martin Schindler   | 1     | 0                |
| Mike De Decker     | 0     | 1                |
| Andrew Gilding     | 0     | 1                |
| Damon Heta         | 0     | 1                |
| Ryan Joyce         | 0     | 1                |
| Ross Smith         | 0     | 1                |
| Niko Springer      | 0     | 1                |
| Gian van Veen      | 0     | 1                |

### Players Championships
| Spieler              | Siege | Finalniederlagen |
| -------------------- | ----- | ---------------- |
| Gerwyn Price         | 3     | 1                |
| Chris Dobey          | 2     | 1                |
| Damon Heta           | 2     | 0                |
| Cameron Menzies      | 1     | 2                |
| Stephen Bunting      | 1     | 1                |
| Joe Cullen           | 1     | 1                |
| Josh Rock            | 1     | 1                |
| Gian van Veen        | 1     | 1                |
| Jermaine Wattimena   | 1     | 1                |
| Gary Anderson        | 1     | 0                |
| Sebastian Białecki   | 1     | 0                |
| Bradley Brooks       | 1     | 0                |
| Jonny Clayton        | 1     | 0                |
| Rob Cross            | 1     | 0                |
| Krzysztof Ratajski   | 1     | 0                |
| Martin Schindler     | 1     | 0                |
| Ryan Searle          | 1     | 0                |
| Ross Smith           | 1     | 0                |
| James Wade           | 1     | 0                |
| Nathan Aspinall      | 0     | 1                |
| Dave Chisnall        | 0     | 1                |
| Brendan Dolan        | 0     | 1                |
| Dirk van Duijvenbode | 0     | 1                |
| Jeffrey de Graaf     | 0     | 1                |
| Dominik Grüllich     | 0     | 1                |
| Luke Humphries       | 0     | 1                |
| Jelle Klaasen        | 0     | 1                |
| Adam Lipscombe       | 0     | 1                |
| Lukas Wenig          | 0     | 1                |
| Ian White            | 0     | 1                |
| Scott Williams       | 0     | 1                |
| Peter Wright         | 0     | 1                |
| Niels Zonneveld      | 0     | 1                |

### Challenge Tour
| Spieler             | Siege | Finalniederlagen |
| ------------------- | ----- | ---------------- |
| Darius Labanauskas  | 3     | 0                |
| Stefan Bellmont     | 2     | 1                |
| Beau Greaves        | 2     | 0                |
| Mervyn King         | 1     | 2                |
| Scott Campbell      | 1     | 0                |
| Jamai van der Herik | 1     | 0                |
| Dragutin Horvat     | 1     | 0                |
| Carl Sneyd          | 1     | 0                |
| Danny van Trijp     | 1     | 0                |
| Jack Tweddell       | 1     | 0                |
| Keegan Brown        | 0     | 2                |
| Graham Hall         | 0     | 2                |
| Henry Coates        | 0     | 1                |
| Ted Evetts          | 0     | 1                |
| Dan Hands           | 0     | 1                |
| John Henderson      | 0     | 1                |
| Danny Jansen        | 0     | 1                |
| Tommy Lishman       | 0     | 1                |
| Scott Waites        | 0     | 1                |

### Development Tour
| Spieler               | Siege | Finalniederlagen |
| --------------------- | ----- | ---------------- |
| Cam Crabtree          | 3     | 0                |
| Beau Greaves          | 3     | 0                |
| Owen Bates            | 2     | 2                |
| Dominik Grüllich      | 1     | 1                |
| Patrik Williams       | 1     | 1                |
| Jannis Barkhausen     | 1     | 0                |
| Sebastian Białecki    | 1     | 0                |
| Ryan Branley          | 1     | 0                |
| Bradly Roes           | 1     | 0                |
| Jurjen van der Velde  | 1     | 0                |
| Henry Coates          | 0     | 2                |
| Leon Weber            | 0     | 2                |
| James Beeton          | 0     | 1                |
| Levy Frauenfelder     | 0     | 1                |
| Adam Gawlas           | 0     | 1                |
| Charlie Manby         | 0     | 1                |
| Oliver Pearce-Burgess | 0     | 1                |
| Nathan Potter         | 0     | 1                |
| Jenson Walker         | 0     | 1                |